# Centroctena rutherfordi
Centroctena rutherfordi är en fjärilsart som beskrevs av Druce 1882. Centroctena rutherfordi ingår i släktet Centroctena och familjen svärmare. Inga underarter finns listade i Catalogue of Life.